# Glamsbjerg Kirke
Glamsbjerg Kirke ligger i byen Glamsbjerg ca. 13 km Ø for Assens på Fyn i Region Syddanmark..

## Eksterne kilder og henvisninger
- Glamsbjerg Kirke hos KortTilKirken.dk